# Edmond Schreiber
Sir Edmond Charles Acton Schreiber, britanski general, * 1890, † 1972.